# Brigitte Petronio
Brigitte Petronio, pseudonimo di Brigitta Petronio (Roma, 1958), è un'attrice italiana.

## Biografia
Inizia la carriera negli anni '70, specializzandosi dapprima in film erotici e poi in commedie sexy.
Nel 1977 recita con Gino Bramieri in Maschio latino... cercasi.
Negli anni '80 si dedica al teatro, lavorando anche con Luigi De Filippo.

## Filmografia
- Ragazzo di borgata, regia di Giulio Paradisi (1976)
- Il cinico, l'infame, il violento, regia di Umberto Lenzi (1977)
- La bella e la bestia, regia di Luigi Russo (1977)
- Emanuelle - Perché violenza alle donne?, regia di Joe D'Amato (1977)
- Maschio latino... cercasi, regia di Giovanni Narzisi (1977)
- La compagna di banco, regia di Mariano Laurenti (1977)
- Dove vai in vacanza?, regia di Mauro Bolognini, Luciano Salce e Alberto Sordi (1978)
- La liceale nella classe dei ripetenti, regia di Mariano Laurenti (1978)
- Il porno shop della settima strada, regia di Joe D'Amato (1979)
- Le rose di Danzica, regia di Alberto Bevilacqua – miniserie TV (1979)
- La città delle donne, regia di Federico Fellini (1980)
- La casa sperduta nel parco, regia di Ruggero Deodato (1980)
- Ora zero e dintorni – serie TV (1980)
- La compagna di viaggio, regia di Ferdinando Baldi (1980)
- La settimana al mare, regia di Mariano Laurenti (1981)
- Storia senza parole, regia di Biagio Proietti (1981)
- Aeroporto internazionale – serie TV, 1 episodio (1987)